# Comuna Ocikîne, Seredîna-Buda
Ocikîne (în ucraineană Очкине) este o comună în raionul Seredîna-Buda, regiunea Sumî, Ucraina, formată din satele Juravka, Krasnoiarske și Ocikîne (reședința).

## Demografie
Componența lingvistică a comunei Ocikîne
     Ucraineană (54,1%)
     Rusă (45,9%)
Conform recensământului din 2001, majoritatea populației comunei Ocikîne era vorbitoare de ucraineană (54,1%), existând în minoritate și vorbitori de rusă (45,9%).